# Барма (приток Большого Ирыча)
Барма — река в России, протекает по Республике Коми. Устье реки находится в 16 км по левому берегу реки Большой Ирыч. Длина реки составляет 11 км.

## Данные водного реестра
По данным государственного водного реестра России, Барма относится к Двинско-Печорскому бассейновому округу. Водохозяйственный участок реки — Мезень от истока до водомерного поста у деревни Малонисогорская. Речной бассейн — Мезень.
Код объекта в государственном водном реестре — 03030000112103000044046.